# Prix de la Critique du festival de Sanremo Mia-Martini
 (juillet 2022).
Si vous disposez d'ouvrages ou d'articles de référence ou si vous connaissez des sites web de qualité traitant du thème abordé ici, merci de compléter l'article en donnant les références utiles à sa vérifiabilité et en les liant à la section « Notes et références ».
 (juillet 2022).
Le prix de la Critique du festival de Sanremo est un prix attribué lors du festival de Sanremo et dédié depuis 1996 à la chanteuse Mia Martini trois fois lauréate. Le prix a été instauré en 1982 et est remis à la meilleure chanson italienne du festival par les critiques des journaux. Le prix est attribué à deux catégories, les chanteurs confirmés et les jeunes (ou Nouvelles propositions).
Mia Martini en a été la première lauréate en 1982 avec sa chanson « E non finisce mica il cielo ». Elle le remporte également pour « Almeno tu nell'universo » et « La nevicata del '56 ».
Ont également été trois fois lauréats : Patty Pravo, Paola Turci et Cristiano De André. L'ont emporté deux fois : Elio e le Storie Tese, Fiorella Mannoia, les Matia Bazar, Daniele Silvestri, Samuele Bersani et Malika Ayane. De nombreuses chansons récompensées en sont devenues des hits.